# الجبهة الوطنية لتحرير الكونغو

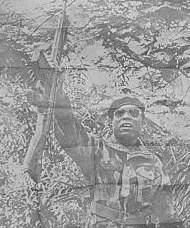

الجبهة الوطنية لتحرير الكونغو هي جماعة متمردة تقاتل ضد حكومة موبوتو سيسي سيكو في زائير في السبعينات. غزت الجبهة الوطنية لتحرير الكونغو شابا وزائير في عام 1977 و1978 وأشعلت حروب دولية، وهي حرب شابا الأولى وحرب شابا الثاني، وما جعل هذه الحروب تؤثر على «الحرب الأهلية الأنغولية».